# Smidö

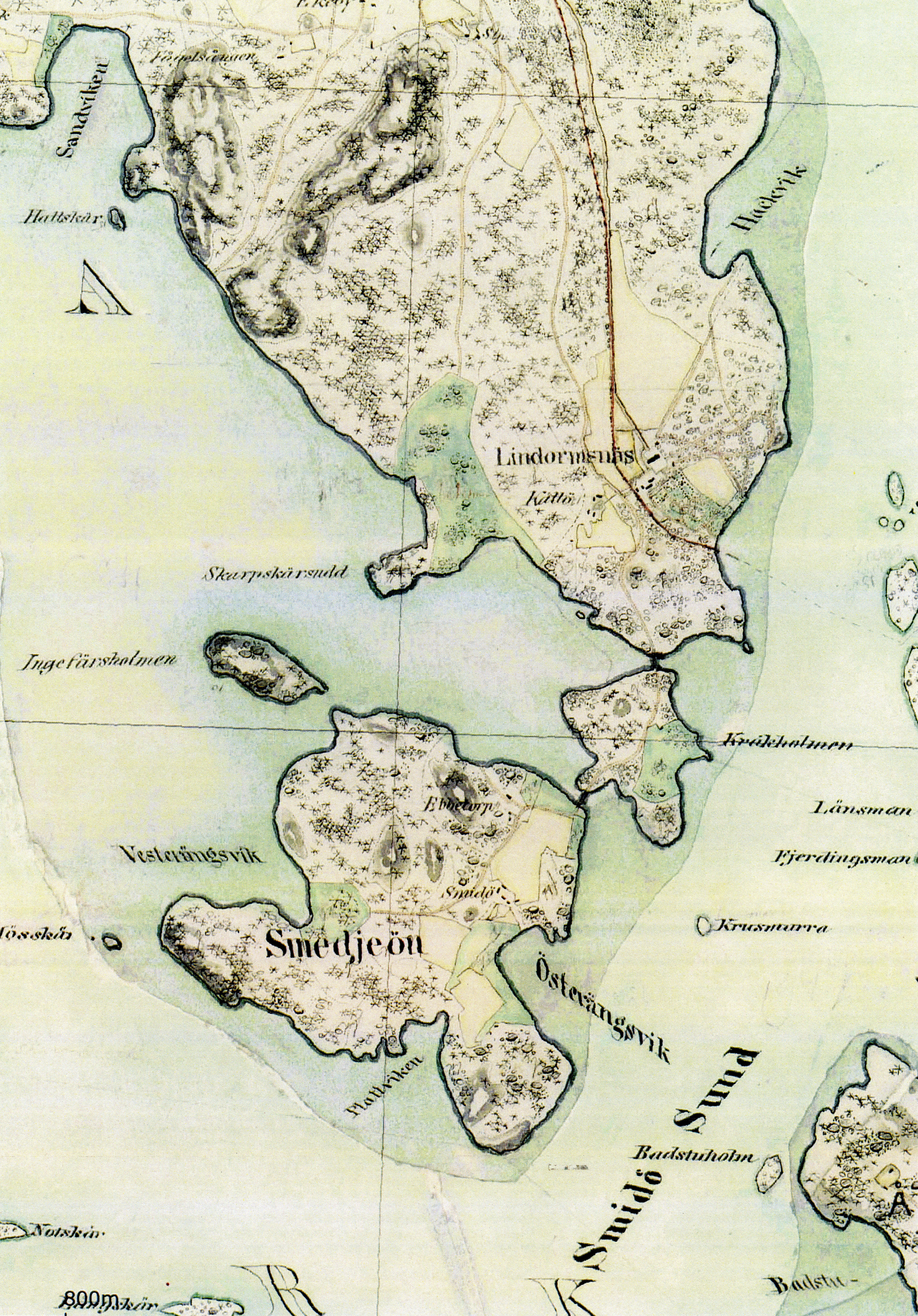
Karta över Smidö från 1859

Smidö är en bebyggelse i Låssa socken i Upplands-Bro kommun, Stockholms län som utgör ett bostads- och fritidshusområde en mil utanför Bro. SCB avgränsade en småort här mellan 1995 och 2020. Vid avgränsningen 2020 hade antalet bofasta ökat och bebyggelsen klassades som tätort. 
Smidö består av 186 tomter med bostads- och fritidshus, samt grönområden som ägs av den lokala tomtägareföreningen.

## Historia
Under 1800-talet hette ön Smedjeön och här låg då gården Smidö på öns nordvästra del. Gårdens mangårdsbyggnad uppfördes 1872 och används numera för sommarboende, medan ekonomibyggnaderna som var från 1920-talet är borta. År 1932 köptes hela ön av ingenjör Erik Burgaz från Stockholm, som året därpå byggde sig en modern 1930-talsvilla, vilken han bodde i endast sommartid. Villan finns ännu kvar och ligger vid östra stranden.
1959 antogs en detaljplan för området, och under 1960-talet bebyggdes Smidö med fritidshus.

## Befolkningsutveckling
| Befolkningsutvecklingen i Smidö 1995–2020 | Befolkningsutvecklingen i Smidö 1995–2020 | Befolkningsutvecklingen i Smidö 1995–2020 | Befolkningsutvecklingen i Smidö 1995–2020 | Befolkningsutvecklingen i Smidö 1995–2020 |
| ----------------------------------------- | ----------------------------------------- | ----------------------------------------- | ----------------------------------------- | ----------------------------------------- |
|                                           |                                           |                                           |                                           |                                           |
| År                                        |                                           |                                           | Folkmängd                                 | Areal (ha)                                |
| 1995                                      | 1995                                      |                                           | 57                                        | 58#                                       |
| 2000                                      | 2000                                      |                                           | 98                                        | 58#                                       |
| 2005                                      | 2005                                      |                                           | 154                                       | 56#                                       |
| 2010                                      | 2010                                      |                                           | 153                                       | 56#                                       |
| 2015                                      | 2015                                      |                                           | 173                                       | 66#                                       |
| 2020                                      | 2020                                      |                                           | 204                                       | 67                                        |
| Anm.: # Som småort.                       |                                           |                                           |                                           |                                           |